# SMIK
SMIK je orientační běh S MIgrujícími Kontrolami.
SMIK je závod podobný skorelaufu, tj. druhu orientačního běhu, při kterém je úkolem závodníka proběhnout v časovém limitu co nejvíce kontrol zakreslených v mapě, přičemž pořadí kontrol není určeno. Ve SMIKu je situace těžší tím, že kontroly nejsou stále na jednom místě, ale migrují. Jejich pohyb mezi jednotlivými stanovišti se řídí jízdním řádem. 
Od roku 1994 pořádá OOB SK Slavia Praha pravidelně každý rok na podzim mistrovství světa ve SMIKu.

## Pravidla
Skorelauf je druh orientačního běhu (závodu, tréninku), při kterém není stanoveno pořadí, v jakém závodník či trénovník (= trénující) probíhá, (ten/ta šikovnější razí), jednotlivé kontroly. Tj. na mapě jsou nepospojované kroužky. Úkolem závodníka (trénovníka) je orazit během časového limitu co největší počet kontrol (nejlépe všechny) a vrátit se do cíle. V našem závodě je časový limit 1 hodina. Kontroly jsou ohodnoceny různým počtem bodů podle vzdálenosti od cíle a orientační náročnosti:
- Červeně označené ..1 bod
- Modře označené.....2 body
- Zeleně označené....3 body

Překročí-li závodník (trénovník) časový limit je potrestán ztrátou určitého počtu dosažených bodů. A to:
Při překročení limitu
- do 1 minuty.........odečítá se.......1 bod
- od 1 do 2 minut.....odečítají se.....1 + 2 body
- od 2 do 3 minut.....odečítají se.....1 + 2 + 3 body
- od 3 do 4 minut.....odečítají se.....1 + 2 + 3 + 4 body
- od 4 do 5 minut.....odečítá se.......1 + 2 + 3 + 4 + 5 bodů
- atd. podle stejného pravidla.

Časový interval je vždy zleva uzavřený (s výjimkou "překročení" limitu o 0.00 minut - tj. můžete doběhnout přesně v 60.00 aniž by se Vám odečetl bod) a zprava otevřený (bez výjimky). Tj doběhnete-li např. přesně v 61.00 odečítají se Vám již 1 + 2 body.
Je-li dosažený počet bodů záporný, uvede se ve výsledcích nula. Potud více méně klasický skorelauf. Ve SMIKu je však situace ztížená tím, že jednotlivé kontroly migrují. Aby to však nebylo zase tak těžké, nemigrují nahodile (nejedná se tedy o Brownův pohyb kontrol v lesním porostu), ale pravidelně – spořádaně. Do konce tento svůj pohyb zachytily do jakéhosi "jízdního řádu" a tento jízdní řád poskytly soutěžícím. Každý tedy obdrží mapu s jízdním řádem, kde lze vyčíst, že např.
kontrola č. 41 bude 
- v čase 00 až 21 min (jmenuje se v tuto dobu 41 A) na stanovišti krmelec,
- v čase 36 až 40 min (jmenuje se v tuto dobu 41 B) na stanovišti jáma,
- v čase 45 až 63 min (jmenuje se v tuto dobu 41 C) na stanovišti záp. roh hustníku.

## Doplňující informace
Start je hromadný. 5 minut před startem obdrží každý mapu s jízdním řádem a bude moci si vklidu nastudovat situaci a naplánovat své postupy.
Ražení kontrol za jízdy (během jejich migrace) jakož i ražení na stanovištích mimo "otvírací dobu" uvedenou v jízdním řádě je zakázané a životu nebezpečné. V tuto dobu kontroly koušou, škrábou, sajou, rdousí a NECVAKAJÍ.
Každou kontrolu lze razit pouze jednou. Respektive razit lze vícekrát, ale počítá se pouze jednou i když změnila stanoviště. Tj. např. kontrola 36 A, 36 B, 36 C je zhlediska zisku bodů jedna a tatáž kontrola č. 36, kontrola 41 A, 41 B, 41 C je jedna kontrola č. 41 atd.
Kontroly ražte do příslušného políčka, označeného číslem kontroly. Tyto si vyplňte tak, aby čísla kontrol tvořila vzestupnou posloupnost. Tj. do políčka pro kontrolu číslo 1 ve startovním průkazu si napište kód s nejnižším číslem, do políčka číslo 2 s druhým nejnižším číslem atd. Nedodržení tohoto pravidla stěžuje kontrolu průkazů a může být důvodem k diskvalifikaci.
Výsledné pořadí je určeno počtem dosažených bodů. Při rovnosti dosažených bodů rozhoduje lepší čas.